# AGESA
AMD通用封装软件架构（英語：AMD Generic Encapsulated Software Architecture，缩写AGESA）是AMD64架构（X86-64）的主板上初始化系统设备之启动协议。此类主板的BIOS中之AGESA软件负责处理器核心、内存和HyperTransport控制器的初始化。
AGESA文档以前只面向签署保密协议（NDA）的AMD合作伙伴提供。2011年初，AGESA开源，以纳入coreboot。
AGESA隶属AMD PowerTune。